# Conforming to Abnormality
Conforming to Abnormality – pierwszy album studyjny amerykańskiej grupy muzycznej Cephalic Carnage.
Wydawnictwo ukazało się w 1998 roku nakładem wytwórni muzycznej Headfucker Records.

## Lista utworów
Opracowano na podstawie materiału źródłowego.
1. "Anechoic Chamber" - 01:33
2. "Jihad" - 04:14
3. "Analytical" - 04:12
4. "Wither" - 02:09
5. "Regalos de Mota" - 05:13
6. "Extreme of Paranoia" - 04:54
7. "A.Z.T." - 00:48
8. "Waiting for the Millennium" - 09:37

## Twórcy
Opracowano na podstawie materiału źródłowego.
- Lenzig - śpiew
- Nicklesac Zac - gitara
- Johon Guanj - perkusja
- Steve Sativa - gitara
- Jawsh Bongathon - gitara basowa
- Matthew Jacobsen - producent wykonawczy